# Fatima Zahra El Qorachi
Fatima Zahra El Qorachi, née le 6 décembre 1995, est une judokate marocaine.

## Carrière
Fatima Zahra El Qorachi remporte dans la catégorie des moins de 52 kg la médaille d'or aux Championnats d'Afrique de judo 2018 à Tunis.